# BMW S 1000 R
La BMW S 1000 R est une moto de type roadster sportif fabriquée par BMW à partir de 2014. Version « nue » ou « naked » de la S 1000 RR avec qui elle partage son moteur, sa transmission, son châssis et sa suspension.
Les principales différences avec la super-sportive se situent sur la partie avant :
- tête de fourche et optiques ;
- compteur ;
- guidon à la place des demi-guidons ;
- tés de fourche ;
- carénages latéraux et sabot moteur.

Son moteur, dérivé de la S 1000 RR, est optimisé pour les bas et moyens régimes, il délivre une puissance maximale de 118 kW (160 ch) à 11 000 tr/min et un couple maximal de 112 N m à 9 250 tr/min.
En résulte une vitesse maximale moindre (267 km/h contre plus de 300 km/h pour la RR) mais une accélération plus vive. En effet la S 1000 RR est dotée d'une puissance maximale supérieure (190 ch) à un plus haut régime (13 000 tr/min).
Elle dispose en option d'un embrayage de type « shifter » qui permet de passer les vitesses sans que le pilote n'ait à utiliser l'embrayage.
La BMW S 1000 R se classe dans la catégorie des streetfighters.

## Millésimes
De très légères différences existent entre les modèles 2014, 2015 et 2016.
Le cache de pignon de sortie de boîte est ajouré dans les versions 2015 et 2016 alors qu'il est plein sur la version 2014.
Les flancs de réservoir du modèle 2016 (livrée blanche) sont de couleur noire (au lieu du gris habituel).
De nouvelles versions sont commercialisées en 2017 et 2021.

### 2017 - Nouvelle version
Une nouvelle version de la S 1000 R sort en 2017. Si elle reprend le design général et en grande partie l'architecture de son aînée, la S 1000 R 2017 propose plusieurs évolutions : 
- carénages restylés et symétriques[3] ;
- flancs de carénages noirs (type S 1000 RR) sur tous les coloris ;
- shifter HP Pro (up and down) — en option ;
- guidon monté sur caoutchouc ;
- cache-pignon ajouré ;
- nouveau silencieux d'échappement plus imposant (pour se conformer à la norme Euro 4) ;
- nouvelle interface de tableau de bord et affichage de la température extérieure.

Le moteur gagne 5 ch pour passer à 165 ch et gagne également légèrement en couple : 114 N m au lieu de 112 N m à 9 250 tr/min. La moto est aussi plus légère de 2 kg par rapport aux millésimes précédents.

### 2021 - Nouvelle version
Une toute nouvelle version basée sur la nouvelle S 1000 RR est présentée en 2020 pour une commercialisation en 2021. Contrairement à la RR, elle ne possède pas la technologie Shiftcam d'admission variable.
Elle se différencie totalement des anciennes versions avec un nouveau moteur, de nouvelles optiques qui perdent leur asymétrie, un changement complet du cadre, des carénages et de l'électronique (écran TFT).
Elle est également proposée avec un pack M qui réduit le poids de la moto de 3,7 kg grâce à des élements en carbone et des jantes forgées.

## Coloris
- 2014 : Bleu - Blanc - Rouge.
- 2015 : Noir - Blanc - Rouge.
- 2016 : Noir - Blanc - Rouge.
- 2017 : Motorsport (Blanc/Rouge/Bleu) - Gris - Rouge/Noir.
- 2018 : Motorsport (Blanc/Rouge/Bleu) - Gris - Rouge/Noir.
- 2019 : Motorsport (Blanc/Rouge/Bleu) - Noir.
- 2020 : Motorsport (Blanc/Rouge/Bleu) - Bleu - Rouge/Noir.
- 2021 : Motorsport (Blanc/Rouge/Bleu) - Rouge - Gris/Jaune.
- 2022 : Motorsport (Blanc/Rouge/Bleu) - Rouge - Gris/Jaune.